# Renault R26
Renault R26 je vůz Formule 1, se kterým stáj Renault F1 absolvovala mistrovství světa Formule 1 v roce 2006.
Renault R26 vychází z nových technických pravidel, která začala platit v roce 2006. Tato pravidla donutila nahradit původní třílitrové desetiválce osmiválcovými motory o objemu 2,4 litru. Vývoj tohoto motoru začal již v roce 2004, kdy jím byly pověření Léon Taillieu a Rob White. K tomuto motoru muselo být navrženo i zcela nové šasi, protože změna motoru vedla ke změně aerodynamiky vozu. Tato změna se nejvýrazněji projevila zmenšením bočnic. Motor V8 je díky většímu úhlu rozevření širší, tento rozvor je u tohoto motoru totiž 90°. Pro optimální využití výkonu a točivého momentu je k motoru připojena nová sedmistupňová převodovka.

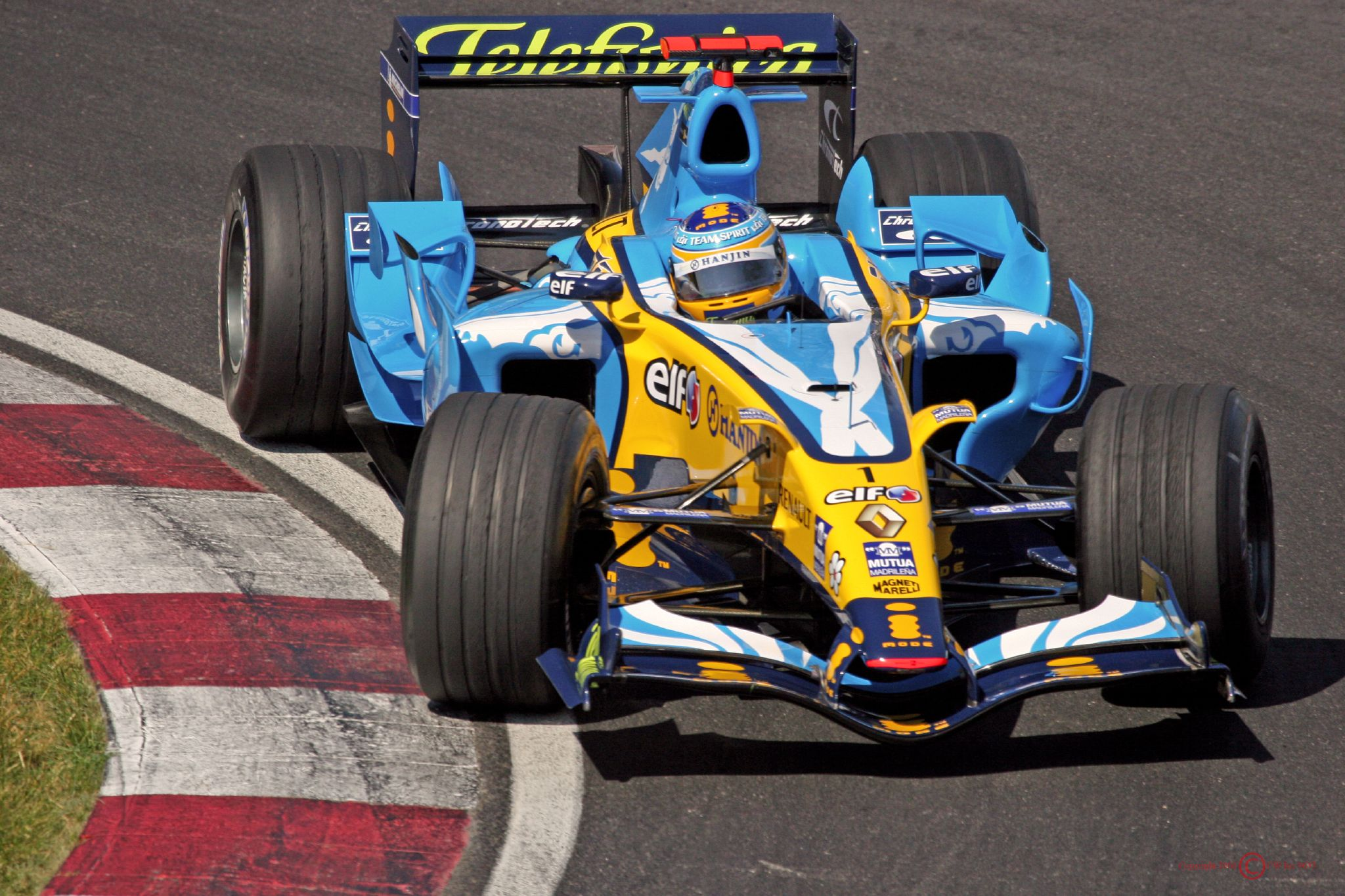
Renault R26

Velkou předností tohoto vozu byla jeho vysoká spolehlivost, z osmnácti závodů seriálu Formule 1 nedojel pouze čtyřikrát. Mimo tyto čtyři nedojetí oba jezdci vždy bodovali a tak se jediným závodem, kde tým Renaultu nezískal žádné body stala Velká Cena Maďarska, kde nedojel ani Fernando Alonso ani Giancarlo Fisichella. Díky této spolehlivosti se Renaultu podařilo obhájit prvenství v Poháru konstruktérů s 206 body a zároveň získat titul mistra světa pro F. Alonsa. Piloti tohoto vozu získali osm vítězství a devatenáctkrát stanuli na pódiu.

## Technická data
- Motor: Renault RS26
  - V8 90°
  - Objem: 2398 cc s 32 ventily
- Výkon: 750 kW/10400 otáček
- Vstřikování: Marelli
- Palivový systém: Magneti Marelli
- Palivo: Elf

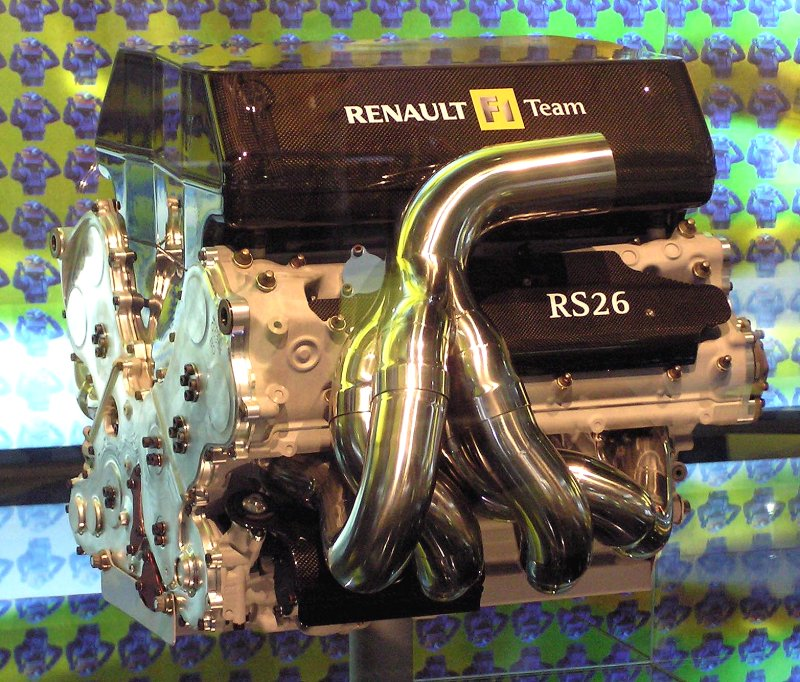
Motor Renault RS26

- Převodovka: Renault 7stupňová poloautomatická + jedna rychlost zpáteční (použitý materiál: titan).
- Pneumatiky: Michelin
- Ráfky: OZ Racing
- Brzdy: AP Racing
- Hmotnost: 605 kg
- Šasi: Karbonové vlákno

## Statistika
- 18 Grand Prix
- 8 vítězství
- 7 pole positions
- 206 bodů (Fernando Alonso 136, Giancarlo Fisichella 70), celkově 1. místo
- 19x podium (8x vítězství, 7x druhé místo a 4x třetí místo)
- Nejrychlejší kola: 5

| Jezdci                    | BAH   | MAL | AUS | SM | EU | ŠPA | MON | GB | KAN | USA | FRA | NĚM | HUN   | TUR | ITA   | ČÍN | JAP | BRA | Body | Pořadí |
| ------------------------- | ----- | --- | --- | -- | -- | --- | --- | -- | --- | --- | --- | --- | ----- | --- | ----- | --- | --- | --- | ---- | ------ |
| Fernando Alonso           | 1     | 2   | 1   | 2  | 2  | 1   | 1   | 1  | 1   | 5   | 2   | 5   | Odst. | 2   | Odst. | 2   | 1   | 2   | 136  | 1      |
| Giancarlo Fisichella      | Odst. | 1   | 5   | 8  | 6  | 3   | 6   | 4  | 4   | 3   | 6   | 6   | Odst. | 6   | 4     | 3   | 3   | 6   | 70   | 3      |
| Pohár konstruktérů - body | 10    | 18  | 14  | 9  | 11 | 16  | 13  | 15 | 15  | 10  | 11  | 7   | 0     | 11  | 5     | 14  | 16  | 11  | 206  | 1      |

- Legenda k tabulce: žlutá - vítězství, modrá - 2. místo, červená - 3. místo, zelená - bodoval, fialová - odstoupil, tučné písmo - pole positions

| Formule 1 - Vůz Mistra světa | Formule 1 - Vůz Mistra světa | Formule 1 - Vůz Mistra světa |
| ---------------------------- | ---------------------------- | ---------------------------- |
| Předchůdce: Renault R25      | 2006 Renault R26             | Nástupce: Renault R27        |

| Formule 1 - Pohár konstruktérů | Formule 1 - Pohár konstruktérů | Formule 1 - Pohár konstruktérů |
| ------------------------------ | ------------------------------ | ------------------------------ |
| Předchůdce: Renault R25        | 2006 Renault R26               | Nástupce: Renault R27          |